# KI・RE・I〜LIFE&LIVES〜
『KI・RE・I〜LIFE&LIVES〜』は、近藤真彦のライブ・ビデオ。

## 概要
収録年月：1993年1月7日、8日，中野サンプラザ
2021年4月時点で未DVD化。

## 収録曲
1. ボギー
2. 64
3. ワル
4. 一番野郎
5. HIPS
6. Baby Rose（'93 New Version）
7. マイ ウェイ（MK Live Version）
8. 綺麗
9. 南十字星
10. スニーカーぶる〜す
11. ヨコハマ・チーク
12. ハイティーン・ブギ
13. 少年のこころ（'93 New Version）